# اشتهاء العمالقة

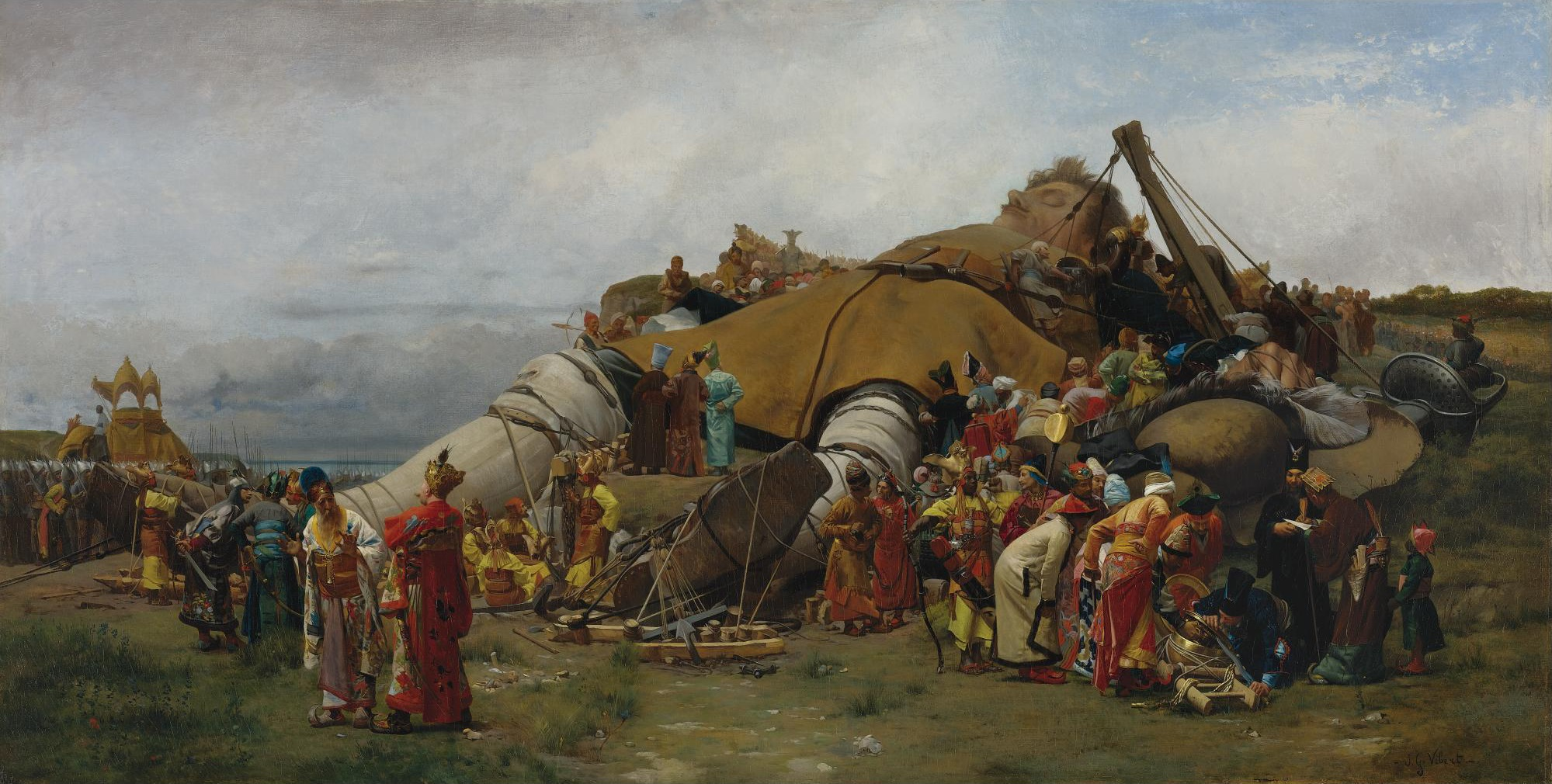

اشتهاء العمالقة هو التوجه الجنسية أو الاشتهاء الجنسي للعمالقة.
هو الميل لذو الأجسام الكبيرة ويكون هذا في الرجال أو النساء على السواء. فبعض الرجال يميلون إلى السيدات القويات العملاقات ذات الأقدام والأرجل الكبيرة وتكون مثالية أكثر إذا كانت ذات عضلات مفتولة.